# シンド・ガライ

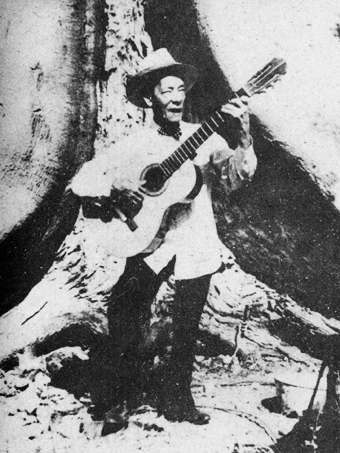
シンド・ガライ

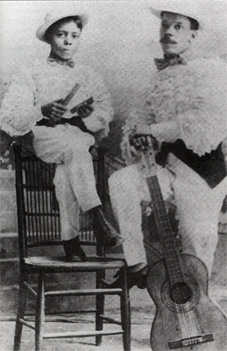
ガリオネスとシンド・ガライ、1906年撮影。

シンド・ガライ（Sindo Garay、出生名：アントニオ・グメルシンド・ガライ・ガルシア (Antonio Gumersindo Garay Garcia)、1867年4月12日 - 1968年7月17日）は、サンティアーゴ・デ・クーバに生まれ、ハバナで死去したキューバのトローバのミュージシャン、トロバドール（シンガーソングライター）。ペペ・サンチェスの弟子。トローバの四偉人のひとりであった。ガライは、スペイン人とアラワク族の血統を引いていた。

## 経歴
ガライは、ソンの時代のトローバの楽曲の作家として、最も卓越した存在であり、その最良の作品群は何度となく歌われ、録音されてきた。「Perla marina」、「Adios a La Habana」、「Mujer bayamesa」、「El huracan y la palma」、「Guarina」をはじめ、多数の楽曲が、キューバの文化的伝統の一部となっている。「La tarde」などは、後代のアーティストたちによってもしばしば取り上げられている。ガライは、楽譜は読むことができず、アルファベットすらようやく16歳で自学したほどであったが、他の人々が楽譜を書き留め、また録音が残された。生涯に作った楽曲は600曲に上るという。
長い間、ガライは長男のガリオネス（グアリオネクス：Guarionex）とデュオを組んで歌っていた。ほかにも息子2人と娘1人があり、いずれにもインディアン風の名を付けていた。
1890年代には、キューバ独立戦争に関わり、一時はイスパニョーラ島（ハイチとドミニカ共和国）への移住も考えた。実際に、移り住んだものの、妻とともに帰国し、1906年にはハバナに落ち着き、1926年には、リタ・モンタネールたちの一座に加わってパリに巡業し、3ヶ月にわたって自作曲を歌った。彼はラジオの放送にも出演し、録音をおこない、近代化していく時代にまで生き延びた。ガライはしばしば、「ホセ・マルティとフィデル・カストロの両方と握手した奴はそんなに多くないよ」と述べていた。古いトローバから新しいトローバの時代にまたがって生きたカルロス・プエブラは、ガライについて、「シンドは100歳の誕生日を何度もやったんだよ。金がなくなるたびにね！」と冗談を述べている。